# Sliven Peak
Sliven Peak är en bergstopp i Antarktis. Den ligger i Sydshetlandsöarna. Argentina, Chile och Storbritannien gör anspråk på området. Toppen på Sliven Peak är 265 meter över havet.
Terrängen runt Sliven Peak är varierad. Havet är nära Sliven Peak åt nordost. Trakten är glest befolkad. Närmaste befolkade plats är St. Kliment Ohridski Base, 11,9 kilometer väster om Sliven Peak. 